# Tomáš Cibulec
Tomáš Cibulec (Havířov, 15 januari 1978) is een voormalig Tsjechisch tennisser die tussen 1996 en 2008 actief was in het professionele tenniscircuit.
Cibulec's tenniscarrière speelde zich enkel in het dubbelspel af.Hij won daarin drie ATP-titels en stond daarnaast ook nog eens in acht finales.

## Finales

### Dubbelspel
| Nr.                           | Datum            | Toernooi         | Ondergrond    | Partner      | Tegenstanders in finale            | Score            | Details |
| ----------------------------- | ---------------- | ---------------- | ------------- | ------------ | ---------------------------------- | ---------------- | ------- |
| Gewonnen finales heren dubbel |                  |                  |               |              |                                    |                  |         |
| 1.                            | 30 juli 2000     | ATP San Marino   | Gravel        | Leoš Friedl  | Gastón Etlis Jack Waite            | 7-6(1), 7-5      | Details |
| 2.                            | 2 maart 2003     | ATP Kopenhagen   | Hardcourt (i) | Pavel Vízner | Julian Knowle Michael Kohlmann     | 7–5, 5–7, 6–2    | Details |
| 3.                            | 20 juli 2003     | ATP Stuttgart    | Gravel        | Pavel Vízner | Jevgeni Kafelnikov Kevin Ullyett   | 3–6, 6–3, 6–4    | Details |
| Verloren finales heren dubbel |                  |                  |               |              |                                    |                  |         |
| 1.                            | 6 januari 2002   | ATP Chennai      | Hardcourt     | Ota Fukárek  | Mahesh Bhupathi Leander Paes       | 7–5, 2-6, 5-7    | Details |
| 2.                            | 11 januari 2003  | ATP Auckland     | Hardcourt     | Leoš Friedl  | David Adams Robbie Koenig          | 6–7(5), 6–3, 3–6 | Details |
| 3.                            | 2 februari 2003  | ATP Milaan       | Tapijt(i)     | Pavel Vízner | Petr Luxa Radek Štěpánek           | 4-6, 6-7(4)      | Details |
| 4.                            | 16 februari 2003 | ATP Marseille    | Hardcourt (i) | Pavel Vízner | Sébastien Grosjean Fabrice Santoro | 1-6, 4-6         | Details |
| 5.                            | 23 mei 2004      | ATP Sankt Pölten | Gravel        | Leoš Friedl  | Mariano Hood Petr Pála             | 6–3, 5–7, 4–6    | Details |
| 6.                            | 13 juni 2004     | ATP Halle        | Gras          | Petr Pála    | Leander Paes David Rikl            | 2-6, 5-7         | Details |
| 7.                            | 19 juni 2005     | ATP Rosmalen     | Gras          | Leoš Friedl  | Cyril Suk Pavel Vízner             | 3–6, 4–6         | Details |
| 8.                            | 8 oktober 2007   | ATP Moskou       | Hardcourt     | Lovro Zovko  | Marat Safin Dmitri Toersoenov      | 4–6, 2–6         | Details |

## Prestatietabel
| Legenda | Legenda                          |
| ------- | -------------------------------- |
| g.t.    | geen toernooi gehouden           |
| l.c.    | lagere categorie                 |
| –       | niet deelgenomen                 |
| G       | uitgeschakeld in de groepsfase   |
| 1R      | uitgeschakeld in de eerste ronde |
| 2R      | uitgeschakeld in de tweede ronde |
| 3R      | uitgeschakeld in de derde ronde  |
| 4R      | uitgeschakeld in de vierde ronde |
| KF      | uitgeschakeld in de kwartfinale  |
| HF      | uitgeschakeld in de halve finale |
| F       | de finale verloren               |
| W       | het toernooi gewonnen            |
| w-v     | winst/verlies-balans             |

### Prestatietabel grand slam, dubbelspel
| Toernooi        | 1999 | 2000 | 2001 | 2002 | 2003 | 2004 | 2005 | 2006 | 2007 | 2008 |
| --------------- | ---- | ---- | ---- | ---- | ---- | ---- | ---- | ---- | ---- | ---- |
| Australian Open | –    | –    | 2R   | 3R   | 2R   | 1R   | 1R   | 1R   | 2R   | 1R   |
| Roland Garros   | –    | –    | KF   | HF   | 3R   | 2R   | 2R   | 1R   | 2R   | 1R   |
| Wimbledon       | –    | 1R   | 2R   | 2R   | 1R   | 1R   | 1R   | 1R   | 1R   | 1R   |
| US Open         | 1R   | 1R   | 2R   | 1R   | 2R   | 1R   | 1R   | 1R   | 1R   | –    |